# Schleswig (oraș)
Schleswig este un oraș din landul Schleswig-Holstein, Germania.